# Say-10
Say-10 es un sello discográfico independiente y empresa de monopatines propiedad de Adam Gecking que opera desde su casa en Richmond, Virginia. Say-10 se fundó en 2007 en Virginia Beach, Virginia, mientras era propietario de Volume, una tienda de discos independiente.

## Artistas con publicaciones en Say-10
- Alkaline Trio
- Among Giants
- Aspiga
- Banner Pilot
- Beach Slang
- Broadway Calls
- Brook Pridemore
- Brutal Youth
- Challenges
- Civil War Rust
- Cobra Skulls
- Counterpunch
- Daycare Swindlers
- Direct Hit!
- Dirty Tactics
- Divided Heaven
- Entropy
- GDP
- Great Apes
- Gutter Gloss
- Fucked Up
- Iron Chic
- Jared Hart
- Karbomb
- Know Your Saints
- Lagwagon
- The Lawrence Arms
- Less Than Jake
- Let It Go
- The Lillingtons
- Mad Conductor
- Matt Pless
- Murder by Death
- Oh My Snare!
- Oklahoma Car Crash
- Payoff
- Pedals On Our Pirate Ships
- Pissing Contest
- The Priceduifkes
- Red City Radio
- Retox
- The Riot Before
- The Scandals
- Seagulls
- The Shell Corporation
- Slutever
- Smoke or Fire
- Stabbed in Back
- Static Scene
- Supreme Commander
- Teenage Bottlerocket
- Teen Agers
- Three One G
- Überyou
- Utter Failure
- The Vandals
- Walk the Plank
- Who's Driving? Bear's Driving!
- Will Wood